# Eishockey-Weltmeisterschaft der U18-Junioren 1999
Die 1. Eishockey-Weltmeisterschaften der U18-Junioren der Internationalen Eishockey-Föderation IIHF waren die Eishockey-Weltmeisterschaften des Jahres 1999 in der Altersklasse der Unter-Achtzehnjährigen (U18). Insgesamt nahmen zwischen dem 10. Februar und 18. April 1999 42 Nationalmannschaften an den sechs Turnieren der A- und B-Weltmeisterschaft, der Europa-Divisionen I und II sowie den Asien-Ozeanien-Divisionen I und II teil.
Bei der Einführung der Weltmeisterschaft handelte es sich um die Zusammenlegung und Erweiterung der bereits seit 1977 ausgetragenen U18-Junioren-Europameisterschaft und der seit 1984 bestehenden U18-Junioren-Meisterschaft Asiens und Ozeaniens durch nichteuropäische Mannschaften. Die Gruppeneinteilung von A- und B-Gruppe und Europa-Divisionen orientierte sich an den Ergebnissen U18-Junioren-Europameisterschaft 1998. Zudem erhielt die Mannschaft der Vereinigten Staaten eine Wildcard für die A-Gruppe. Ab dem C-Gruppenbereich wurde auf kontinentaler Ebene gespielt. So gab es jeweils in Europa und Asien-Ozeanien eine Division I und darunter noch eine Division II.
Der erste Weltmeister wurde die Mannschaft Finnlands, die die Finalrunde mit sieben Punkten auf dem ersten Platz abschloss, wobei das 2:2-Remis im abschließenden Turnierspiel gegen Schweden entscheidenden Anteil daran hatte. Die deutsche Mannschaft belegte den neunten Rang in der A-Weltmeisterschaft, während die Schweiz das gute Abschneiden der deutschsprachigen Nationen in der A-Weltmeisterschaft mit dem vierten Platz abrundete. Österreich wurde Zweiter der B-Weltmeisterschaft und verpasste damit knapp den Aufstieg.

## Teilnehmer, Austragungsorte und -zeiträume
Die bisherige A-Europameisterschaft wurde zur A-Weltmeisterschaft, die B-Europameisterschaft zur B-Weltmeisterschaft. Die bisherige C-Europameisterschaft wurde zur Europa-Division I, die bisherige D-Europameisterschaft zur Europa-Division II. Die besten vier der der Meisterschaft Asiens und Ozeaniens bildeten die Asien-Ozeanien-Division I, die Asien-Ozeanien-Division II wurde neu gebildet.
- A-Weltmeisterschaft: 8. bis 18. April 1999 in Füssen und Kaufbeuren, Deutschland
Teilnehmer:  Deutschland (Aufsteiger),  Finnland,  Norwegen,  Russland,  Schweden (Europameister 1998),  Schweiz,  Slowakei,  Tschechien,  Ukraine,  USA (Wildcard)

- B-Weltmeisterschaft: 4. bis 11. April 1999 in Méribel, Pralognan-la-Vanoise und Courchevel, Frankreich
Teilnehmer:  Belarus,  Dänemark,  Frankreich,  Großbritannien,  Italien,  Österreich (Aufsteiger),  Polen,  Ungarn

- Europa-Division I: 16. bis 20. März 1999 in Bukarest, Rumänien
Teilnehmer:  Estland,  Jugoslawien,  Kasachstan (Aufsteiger),  Kroatien,  Lettland,  Litauen,  Rumänien,  Slowenien

- Europa-Division II: 1. bis 7. März 1999 in Sofia, Bulgarien
Teilnehmer:  Belgien,  Bulgarien,  Irland (Neuling),  Island,  Israel,  Luxemburg,  Niederlande,  Spanien

- Asien-Ozeanien-Division I: 10. bis 13. Februar 1999 in Nikkō, Japan
Teilnehmer:  Australien,  Volksrepublik China,  Japan,  Südkorea (Asien-Ozeanien-Meister 1998)

- Asien-Ozeanien-Division II: 20. bis 25. März 1999 in Pjöngjang, Nordkorea
Teilnehmer:  Republik China (Taiwan) (Neuling),  Neuseeland (Absteiger),  Nordkorea (erste Teilnahme seit 1992),  Südafrika (Neuling)

## A-Weltmeisterschaft
Die U18-Weltmeisterschaft wurde vom 8. bis zum 18. April 1999 in den deutschen Städten Füssen und Kaufbeuren ausgetragen. Gespielt wurde im Bundesleistungszentrum für Eishockey (3.691 Plätze) in Füssen sowie im Eisstadion am Berliner Platz in Kaufbeuren mit 4.600 Plätzen.
Am Turnier nahmen zehn Nationalmannschaften teil, die in zwei Gruppen zu je fünf Teams spielten.
| Gruppe A    | Gruppe B |
| Schweden    | Finnland |
| Tschechien  | Russland |
| Schweiz     | Slowakei |
| Ukraine     | Norwegen |
| Deutschland | USA      |

### Modus
Nach den Gruppenspielen der Vorrunde qualifizieren sich die Mannschaften auf den Plätzen 1 bis 3 ihrer jeweiligen Gruppe für die Finalrunde, wo – unter Mitnahme des Ergebnisses der direkten Begegnungen aus der Vorrunde – die Medaillengewinner ermittelt werden. Die Vierten und Fünften der Gruppenspiele bestreiten – ebenfalls bei Mitnahme des Ergebnisses der direkten Begegnung aus der Vorrunde – die Abstiegsrunde und ermitteln dabei einen Absteiger in die B-Gruppe der Weltmeisterschaft.

### Austragungsorte
| Füssen |

| Kaufbeuren |

| Füssen |

| Kaufbeuren |

### Vorrunde

#### Gruppe A
| 8. April 1999 16:00 Uhr | Schweiz | 0:3 (0:2, 0:0, 0:1) | Schweden | Bundesleistungszentrum für Eishockey, Füssen Zuschauer: keine Angabe |

| 8. April 1999 19:30 Uhr | Deutschland | 2:4 (0:1, 2:1, 0:2) | Tschechien | Bundesleistungszentrum für Eishockey, Füssen Zuschauer: keine Angabe |

| 9. April 1999 16:00 Uhr | Schweiz | 4:1 (1:0, 0:0, 3:1) | Ukraine | Eisstadion am Berliner Platz, Kaufbeuren Zuschauer: keine Angabe |

| 9. April 1999 19:30 Uhr | Deutschland | 2:5 (0:3, 1:1, 1:1) | Schweden | Eisstadion am Berliner Platz, Kaufbeuren Zuschauer: keine Angabe |

| 10. April 1999 16:00 Uhr | Ukraine | 1:6 (1:2, 0:4, 0:0) | Tschechien | Bundesleistungszentrum für Eishockey, Füssen Zuschauer: keine Angabe |

| 11. April 1999 16:00 Uhr | Schweden | 4:4 (2:2, 2:1, 0:1) | Tschechien | Bundesleistungszentrum für Eishockey, Füssen Zuschauer: keine Angabe |

| 11. April 1999 19:30 Uhr | Deutschland | 0:3 (0:1, 0:1, 0:1) | Schweiz | Bundesleistungszentrum für Eishockey, Füssen Zuschauer: keine Angabe |

| 12. April 1999 19:30 Uhr | Ukraine | 4:0 (2:0, 1:0, 1:0) | Deutschland | Bundesleistungszentrum für Eishockey, Füssen Zuschauer: keine Angabe |

| 13. April 1999 16:00 Uhr | Tschechien | 2:3 (1:2, 1:1, 0:0) | Schweiz | Eisstadion am Berliner Platz, Kaufbeuren Zuschauer: keine Angabe |

| 13. April 1999 19:30 Uhr | Schweden | 10:2 (4:0, 2:1, 4:1) | Ukraine | Eisstadion am Berliner Platz, Kaufbeuren Zuschauer: keine Angabe |

| Pl. |             | Sp | S | U | N | Tore  | Punkte |
| 1.  | Schweden    | 4  | 3 | 1 | 0 | 22:08 | 7      |
| 2.  | Schweiz     | 4  | 3 | 0 | 1 | 10:06 | 6      |
| 3.  | Tschechien  | 4  | 2 | 1 | 1 | 16:10 | 5      |
| 4.  | Ukraine     | 4  | 1 | 0 | 3 | 08:20 | 2      |
| 5.  | Deutschland | 4  | 0 | 0 | 4 | 04:16 | 0      |

Abkürzungen: Pl. = Platz, Sp = Spiele, S = Siege, U = Unentschieden, N = Niederlagen

Erläuterungen: Finalrundenqualifikant, Abstiegsrundenqualifikant

#### Gruppe B
| 8. April 1999 16:00 Uhr | Slowakei | 2:3 (1:0, 0:1, 1:2) | Finnland | Eisstadion am Berliner Platz, Kaufbeuren Zuschauer: keine Angabe |

| 8. April 1999 19:30 Uhr | Russland | 2:1 (2:1, 0:0, 0:0) | USA | Eisstadion am Berliner Platz, Kaufbeuren Zuschauer: 499 |

| 9. April 1999 16:00 Uhr | Slowakei | 7:0 (3:0, 2:0, 2:0) | Norwegen | Bundesleistungszentrum für Eishockey, Füssen Zuschauer: keine Angabe |

| 9. April 1999 19:30 Uhr | USA | 0:5 (0:1, 0:1, 0:3) | Finnland | Bundesleistungszentrum für Eishockey, Füssen Zuschauer: keine Angabe |

| 10. April 1999 19:30 Uhr | Norwegen | 2:8 (0:4, 1:2, 1:2) | Russland | Bundesleistungszentrum für Eishockey, Füssen Zuschauer: 350 |

| 11. April 1999 16:00 Uhr | USA | 5:6 (3:3, 1:1, 1:2) | Slowakei | Eisstadion am Berliner Platz, Kaufbeuren Zuschauer: keine Angabe |

| 11. April 1999 19:30 Uhr | Finnland | 3:1 (2:0, 1:0, 0:1) | Russland | Eisstadion am Berliner Platz, Kaufbeuren Zuschauer: 513 |

| 12. April 1999 16:00 Uhr | Norwegen | 2:10 (1:3, 1:2, 0:5) | USA | Bundesleistungszentrum für Eishockey, Füssen Zuschauer: keine Angabe |

| 13. April 1999 16:00 Uhr | Finnland | 10:2 (4:0, 4:0, 2:2) | Norwegen | Bundesleistungszentrum für Eishockey, Füssen Zuschauer: keine Angabe |

| 13. April 1999 19:30 Uhr | Russland | 2:3 (1:0, 0:3, 1:0) | Slowakei | Bundesleistungszentrum für Eishockey, Füssen Zuschauer: keine Angabe |

| Pl. |          | Sp | S | U | N | Tore  | Punkte |
| 1.  | Finnland | 4  | 4 | 0 | 0 | 21:05 | 8      |
| 2.  | Slowakei | 4  | 3 | 0 | 1 | 18:10 | 6      |
| 3.  | Russland | 4  | 2 | 0 | 2 | 14:09 | 4      |
| 4.  | USA      | 4  | 1 | 0 | 3 | 16:15 | 2      |
| 5.  | Norwegen | 4  | 0 | 0 | 4 | 04:35 | 0      |

Abkürzungen: Pl. = Platz, Sp = Spiele, S = Siege, U = Unentschieden, N = Niederlagen

Erläuterungen: Finalrundenqualifikant, Abstiegsrundenqualifikant

### Abstiegsrunde
| 15. April 1999 13:00 Uhr | USA | 6:0 (3:0, 1:0, 2:0) | Deutschland | Bundesleistungszentrum für Eishockey, Füssen Zuschauer: 350 |

| 15. April 1999 16:00 Uhr | Ukraine | 3:0 (3:0, 4:0, 2:0) | Norwegen | Eisstadion am Berliner Platz, Kaufbeuren Zuschauer: keine Angabe |

| 16. April 1999 13:00 Uhr | Deutschland | 4:2 (2:0, 0:2, 2:0) | Norwegen | Bundesleistungszentrum für Eishockey, Füssen Zuschauer: 400 |

| 16. April 1999 16:00 Uhr | USA | 6:0 (3:0, 2:0, 1:0) | Ukraine | Eisstadion am Berliner Platz, Kaufbeuren Zuschauer: keine Angabe |

| Pl. |             | Sp | S | U | N | Tore  | Punkte |
| 1.  | USA         | 3  | 3 | 0 | 0 | 22:02 | 6      |
| 2.  | Ukraine     | 3  | 2 | 0 | 1 | 07:06 | 4      |
| 3.  | Deutschland | 3  | 1 | 0 | 2 | 04:12 | 2      |
| 4.  | Norwegen    | 3  | 0 | 0 | 3 | 04:17 | 0      |

Anmerkung: Die Vorrundenspiele  Ukraine –  Deutschland (4:0) und  Norwegen –  USA (2:10) sind in die Tabelle eingerechnet.

Abkürzungen: Pl. = Platz, Sp = Spiele, S = Siege, U = Unentschieden, N = Niederlagen

Erläuterungen: Absteiger in die B-Gruppe

### Finalrunde
| 15. April 1999 16:30 Uhr | Slowakei | 6:3 (1:0, 3:0, 2:3) | Schweiz | Bundesleistungszentrum für Eishockey, Füssen Zuschauer: keine Angabe |

| 15. April 1999 19:30 Uhr | Schweden | 2:3 (0:0, 0:1, 2:2) | Russland | Eisstadion am Berliner Platz, Kaufbeuren Zuschauer: keine Angabe |

| 15. April 1999 20:00 Uhr | Finnland | 3:1 (1:0, 1:1, 1:0) | Tschechien | Bundesleistungszentrum für Eishockey, Füssen Zuschauer: 350 |

| 16. April 1999 16:30 Uhr | Tschechien | 5:2 (3:0, 0:1, 2:1) | Russland | Bundesleistungszentrum für Eishockey, Füssen Zuschauer: keine Angabe |

| 16. April 1999 19:30 Uhr | Finnland | 1:6 (0:3, 1:2, 0:1) | Schweiz | Eisstadion am Berliner Platz, Kaufbeuren Zuschauer: keine Angabe |

| 16. April 1999 20:00 Uhr | Schweden | 4:1 (0:0, 2:0, 2:1) | Slowakei | Bundesleistungszentrum für Eishockey, Füssen Zuschauer: keine Angabe |

| 18. April 1999 15:00 Uhr | Slowakei | 1:0 (1:0, 0:0, 0:0) | Tschechien | Eisstadion am Berliner Platz, Kaufbeuren Zuschauer: keine Angabe |

| 18. April 1999 15:00 Uhr | Schweiz | 4:1 (0:1, 1:0, 3:0) | Russland | Bundesleistungszentrum für Eishockey, Füssen Zuschauer: keine Angabe |

| 18. April 1999 18:30 Uhr | Finnland | 2:2 (0:1, 2:0, 0:1) | Schweden | Bundesleistungszentrum für Eishockey, Füssen Zuschauer: 2.100 |

| Pl. |            | Sp | S | U | N | Tore  | Punkte |
| 1.  | Finnland   | 5  | 3 | 1 | 1 | 12:12 | 7      |
| 2.  | Schweden   | 5  | 2 | 2 | 1 | 15:10 | 6      |
| 3.  | Slowakei   | 5  | 3 | 0 | 2 | 13:12 | 6      |
| 4.  | Schweiz    | 5  | 3 | 0 | 2 | 16:13 | 6      |
| 5.  | Tschechien | 5  | 1 | 1 | 3 | 12:13 | 3      |
| 6.  | Russland   | 5  | 1 | 0 | 4 | 09:17 | 2      |

Anmerkung: Die Vorrundenspiele gegen den jeweiligen Gegner sind in die Tabelle eingerechnet.

Abkürzungen: Pl. = Platz, Sp = Spiele, S = Siege, U = Unentschieden, N = Niederlagen

### Statistik

#### Beste Scorer
Abkürzungen: GP = Spiele, G = Tore, A = Assists, Pts = Punkte, +/− = Plus/Minus, PIM = Strafminuten; Fett: Turnierbestwert
| Spieler             | Team     | GP | G | A | Pts | +/− | PIM |
| ------------------- | -------- | -- | - | - | --- | --- | --- |
| Marián Gáborík      | Slowakei | 7  | 3 | 8 | 11  | +5  | 2   |
| Mikael Berg         | Schweden | 7  | 4 | 6 | 10  |     | 2   |
| John Sabo           | USA      | 6  | 2 | 6 | 8   |     | 8   |
| Luca Cereda         | Schweiz  | 7  | 1 | 7 | 8   | +1  | 8   |
| Andy Hilbert        | USA      | 6  | 6 | 1 | 7   |     | 4   |
| Milan Bartovič      | Slowakei | 7  | 5 | 2 | 7   | +3  | 6   |
| Mikko Hyytiä        | Finnland | 7  | 4 | 3 | 7   | +5  | 4   |
| Christof Hiltebrand | Schweiz  | 7  | 3 | 4 | 7   |     | 0   |
| Tim Eriksson        | Schweden | 7  | 3 | 4 | 7   |     | 2   |
| Peter Szabó         | Slowakei | 7  | 3 | 4 | 7   | +3  | 0   |

#### Beste Torhüter
Abkürzungen: GP = Spiele, TOI = Eiszeit (in Minuten), GA = Gegentore, SO = Shutouts, Sv% = gehaltene Schüsse (in %), GAA = Gegentorschnitt; Fett: Turnierbestwert
| Spieler              | Team     | GP | TOI | GA | SO | Sv%  | GAA  |
| -------------------- | -------- | -- | --- | -- | -- | ---- | ---- |
| Ari Ahonen           | Finnland | 5  | 273 | 6  | 1  | 94,0 | 1,32 |
| Peter Hamerlík       | Slowakei | 7  | 420 | 17 | 2  | 91,9 | 2,43 |
| Martin Zerzuben      | Schweiz  | 7  |     |    |    | 90,7 | 2,51 |
| Jewgeni Konstantinow | Russland | 7  | 340 | 13 | 1  | 90,3 | 2,29 |
| Kjell Bennemark      | Schweden | 6  |     |    |    | 89,8 | 1,50 |

### Abschlussplatzierungen
| Pl. | Team        |
| --- | ----------- |
| 1   | Finnland    |
| 2   | Schweden    |
| 3   | Slowakei    |
| 4   | Schweiz     |
| 5   | Tschechien  |
| 6   | Russland    |
| 7   | USA         |
| 8   | Ukraine     |
| 9   | Deutschland |
| 10  | Norwegen    |

### Titel, Auf- und Abstieg
| Weltmeister Finnland | Antti Aarnio, Ari Ahonen, Juha Alastalo, Ville Hämäläinen, Jaakko Harikkala, Juha-Pekka Hytönen, Mikko Hyytiä, Antti Jokela, Kasper Kenig, Teemu Kesä, Lasse Kukkonen, Jouni Kulonen, Miro Laitinen, Tuukka Mäntylä, Matias Metsäranta, Markku Paukkonen, Tony Salmelainen, Olli Sillanpää, Sami Venäläinen, Petri Tähtisalo, Arto Tukio, Juhamatti Yli-Junnila Trainer: Jouko Lukkarila |

| Silber Schweden | Andreas Albinsson, Kjell Bennemark, Mikael Berg, David Bornhammar, Tim Eriksson, Jonas Ferm, Daniel Johansson, Daniel Josefsson, Magnus Hedlund, Niklas Kronwall, Jonas Lennartsson, Daniel Ljungkvist, Björn Melin, Patrik Nilson, Jonas Nordquist, Johan Reineck, Martin Samuelsson, Fredrik Sundin, Mattias Wennerberg, Daniel Westin, Magnus Zirath |

| Bronze Slowakei | Milan Bartovič, Štefan Fabián, Marián Gáborík, Tomáš Gron, Peter Hamerlík, Marcel Hossa, Lukáš Hvila, Kristián Kováč, Kristián Kudroč, Daniel Maras, Igor Marták, Tomáš Mihálik, Tomáš Škvaridlo, Ramón Sopko, Tomáš Starosta, Tomáš Surový, Peter Szabó, Roman Tvrdoň, Alexander Valentín, Ľuboš Velebný, René Vydarený, Martin Zajac |

| Absteiger in die B-Gruppe:  | Norwegen |
| Aufsteiger in die A-Gruppe: | Belarus  |

### Auszeichnungen
Spielertrophäen
| Auszeichnung       | Spieler        | Team     |
| ------------------ | -------------- | -------- |
| Bester Torhüter    | Ari Ahonen     | Finnland |
| Bester Verteidiger | Magnus Hedlund | Schweden |
| Bester Stürmer     | Marián Gáborík | Slowakei |

All-Star-Team
| Angriff:      | Milan Bartovič – Mikko Hyytiä – Marián Gáborík |
| Verteidigung: | David Jobin – Niklas Kronwall                  |
| Tor:          | Ari Ahonen                                     |

## B-Weltmeisterschaft
Die B-Gruppe der U18-Weltmeisterschaft wurde vom 4. bis zum 11. April 1999 in den französischen Wintersportorten Méribel, Pralognan-la-Vanoise und Courchevel ausgetragen. Gespielt wurde im Patinoire du Parc Olympique (2.400 Plätze) in Méribel, dem Patinoire de Pralognan-la-Vanoise mit 1.800 Plätzen sowie im Patinoire de Courchevel (950 Plätze).
Am Turnier nahmen acht Nationalmannschaften teil, die in zwei Gruppen zu je vier Teams spielten.
| Gruppe A       | Gruppe B   |
| Italien        | Polen      |
| Belarus        | Ungarn     |
| Dänemark       | Frankreich |
| Großbritannien | Österreich |

### Modus
Nach den Gruppenspielen der Vorrunde qualifizieren sich die Mannschaften auf den ersten beiden Plätzen ihrer jeweiligen Gruppe für die Finalrunde, wo – unter Mitnahme des Ergebnisses der direkten Begegnungen aus der Vorrunde – der Aufsteiger ermittelt wird. Die Dritten und Vierten der Gruppenspiele bestreiten – ebenfalls bei Mitnahme des Ergebnisses der direkten Begegnung aus der Vorrunde – die Abstiegsrunde und ermitteln dabei zwei Absteiger in die Division I der Weltmeisterschaft.

### Austragungsorte
| Courchevel |

| Méribel |

| Pralognan-la-Vanoise |

| Courchevel |

| Méribel |

| Pralognan-la-Vanoise |

### Vorrunde

#### Gruppe A
| 4. April 1999 : Uhr | Belarus | 10:4 (2:1, 5:3, 3:0) | Dänemark |  |

| 4. April 1999 : Uhr | Italien | 6:2 (1:0, 3:2, 2:0) | Großbritannien |  |

| . April 1999 : Uhr | Belarus | 8:1 (1:0, 4:0, 3:1) | Großbritannien |  |

| . April 1999 : Uhr | Italien | 4:4 (1:0, 2:1, 1:3) | Dänemark |  |

| . April 1999 : Uhr | Italien | 1:5 (0:0, 1:3, 0:2) | Belarus |  |

| . April 1999 : Uhr | Großbritannien | 2:8 (1:2, 0:3, 1:3) | Dänemark |  |

| Pl. |                | Sp | S | U | N | Tore  | Punkte |
| 1.  | Belarus        | 3  | 3 | 0 | 0 | 23:06 | 6      |
| 2.  | Dänemark       | 3  | 1 | 1 | 1 | 16:16 | 3      |
| 3.  | Italien        | 3  | 1 | 1 | 1 | 11:11 | 3      |
| 4.  | Großbritannien | 3  | 0 | 0 | 3 | 05:22 | 0      |

Abkürzungen: Pl. = Platz, Sp = Spiele, S = Siege, U = Unentschieden, N = Niederlagen

Erläuterungen: Finalrundenqualifikant, Abstiegsrundenqualifikant

#### Gruppe B
| 4. April 1999 : Uhr | Frankreich | 9:2 (1:2, 4:0, 4:0) | Ungarn |  |

| 4. April 1999 : Uhr | Österreich | 6:0 (4:0, 1:0, 1:0) | Polen |  |

| . April 1999 : Uhr | Frankreich | 3:5 (1:1, 2:2, 0:2) | Polen |  |

| . April 1999 : Uhr | Österreich | 14:2 (5:1, 6:0, 3:1) | Ungarn |  |

| . April 1999 : Uhr | Frankreich | 3:3 (1:1, 0:1, 2:1) | Österreich |  |

| . April 1999 : Uhr | Polen | 8:2 (1:1, 2:0, 5:1) | Ungarn |  |

| Pl. |            | Sp | S | U | N | Tore  | Punkte |
| 1.  | Österreich | 3  | 2 | 1 | 0 | 23:05 | 5      |
| 2.  | Polen      | 3  | 2 | 0 | 1 | 11:11 | 4      |
| 3.  | Frankreich | 3  | 1 | 1 | 1 | 15:10 | 3      |
| 4.  | Ungarn     | 3  | 0 | 0 | 3 | 06:31 | 0      |

Abkürzungen: Pl. = Platz, Sp = Spiele, S = Siege, U = Unentschieden, N = Niederlagen

Erläuterungen: Finalrundenqualifikant, Abstiegsrundenqualifikant

### Abstiegsrunde
| . April 1999 : Uhr | Italien | 7:1 (2:1, 4:0, 1:0) | Ungarn |  |

| . April 1999 : Uhr | Frankreich | 5:1 (2:1, 0:0, 3:0) | Großbritannien |  |

| 11. April 1999 : Uhr | Italien | 4:1 (0:1, 2:0, 2:0) | Frankreich |  |

| 11. April 1999 : Uhr | Ungarn | 4:3 (2:2, 2:1, 0:0) | Großbritannien |  |

| Pl. |                | Sp | S | U | N | Tore  | Punkte |
| 1.  | Italien        | 3  | 3 | 0 | 0 | 17:04 | 6      |
| 2.  | Frankreich     | 3  | 2 | 0 | 1 | 15:07 | 4      |
| 3.  | Ungarn         | 3  | 1 | 0 | 2 | 07:19 | 2      |
| 4.  | Großbritannien | 3  | 0 | 0 | 3 | 06:15 | 0      |

Anmerkung: Die Vorrundenspiele  Italien –  Großbritannien (6:2) und  Frankreich –  Ungarn (9:2) sind in die Tabelle eingerechnet.

Abkürzungen: Pl. = Platz, Sp = Spiele, S = Siege, U = Unentschieden, N = Niederlagen

Erläuterungen: Absteiger in die Division I

### Finalrunde
| . April 1999 : Uhr | Österreich | 3:5 (2:2, 0:1, 1:2) | Dänemark |  |

| . April 1999 : Uhr | Belarus | 3:3 (0:1, 0:2, 3:0) | Polen |  |

| 11. April 1999 : Uhr | Polen | 3:2 (0:0, 2:1, 1:1) | Dänemark |  |

| 11. April 1999 : Uhr | Belarus | 2:2 (1:2, 0:0, 1:0) | Österreich |  |

| Pl. |            | Sp | S | U | N | Tore  | Punkte |
| 1.  | Belarus    | 3  | 1 | 2 | 0 | 15:09 | 4      |
| 2.  | Österreich | 3  | 1 | 1 | 1 | 11:07 | 3      |
| 3.  | Polen      | 3  | 1 | 1 | 1 | 06:11 | 3      |
| 4.  | Dänemark   | 3  | 1 | 0 | 2 | 11:16 | 2      |

Anmerkung: Die Vorrundenspiele  Belarus –  Dänemark (10:4) und  Österreich –  Polen (6:0) sind in die Tabelle eingerechnet.

Abkürzungen: Pl. = Platz, Sp = Spiele, S = Siege, U = Unentschieden, N = Niederlagen

Erläuterungen: Aufsteiger in die A-Gruppe

### Abschlussplatzierungen
| Pl. | Team           |
| --- | -------------- |
| 1   | Belarus        |
| 2   | Österreich     |
| 3   | Polen          |
| 4   | Dänemark       |
| 5   | Italien        |
| 6   | Frankreich     |
| 7   | Ungarn         |
| 8   | Großbritannien |

### Auf- und Abstieg
| Absteiger in die B-Gruppe:   | Norwegen               |
| Aufsteiger in die A-Gruppe:  | Belarus                |
| Absteiger in die Division I: | Großbritannien, Ungarn |
| Aufsteiger in die B-Gruppe:  | Japan, Lettland        |

## Europa-Division

### Europa-Division I in Bukarest, Rumänien

#### Vorrunde
| Teams          | LAT  | EST  | ROM  | YUG  | Tore  | Pkt. |
| -------------- | ---- | ---- | ---- | ---- | ----- | ---- |
| 1. Lettland    |      | 6:2  | 11:2 | 24:1 | 41:5  | 6:0  |
| 2. Estland     | 2:6  |      | 9:1  | 10:1 | 21:8  | 4:2  |
| 3. Rumänien    | 2:11 | 1:9  |      | 8:3  | 11:23 | 2:4  |
| 4. Jugoslawien | 1:24 | 1:10 | 3:8  |      | 5:42  | 0:6  |

| Teams         | SLO  | LTU | KAZ  | CRO  | Tore  | Pkt. |
| ------------- | ---- | --- | ---- | ---- | ----- | ---- |
| 1. Slowenien  |      | 6:4 | 6:2  | 10:3 | 22:9  | 6:0  |
| 2. Litauen    | 4:6  |     | 5:0  | 4:3  | 13:9  | 4:2  |
| 3. Kasachstan | 2:6  | 0:5 |      | 10:2 | 12:13 | 2:4  |
| 4. Kroatien   | 3:10 | 3:4 | 2:10 |      | 8:24  | 0:6  |

#### Finale und Platzierungsspiele
| Spiel um Platz 7 |          |          |   |             |                    |
| 20. Januar 1999  | Bukarest | Kroatien | – | Jugoslawien | 14:2 (3:2,4:0,7:0) |
|                  |          |          |   |             |                    |
| Spiel um Platz 5 |          |          |   |             |                    |
| 20. Januar 1999  | Bukarest | Rumänien | – | Kasachstan  | 0:15 (0:4,0:7,0:4) |
|                  |          |          |   |             |                    |
| Spiel um Platz 3 |          |          |   |             |                    |
| 20. Januar 1999  | Bukarest | Litauen  | – | Estland     | 10:1 (2:1,5:0,3:0) |
|                  |          |          |   |             |                    |
| Finale           |          |          |   |             |                    |
| 20. Januar 1999  | Bukarest | Lettland | – | Slowenien   | 5:1 (2:0,2:1,1:0)  |

#### Abschlussplatzierungen
| Pl. | Team        |
| --- | ----------- |
| 1   | Lettland    |
| 2   | Slowenien   |
| 3   | Litauen     |
| 4   | Estland     |
| 5   | Kasachstan  |
| 6   | Rumänien    |
| 7   | Kroatien    |
| 8   | Jugoslawien |

#### Auf- und Abstieg
| Absteiger in die Division I:  | Großbritannien, Ungarn |
| Aufsteiger in die B-Gruppe:   | Lettland               |
| Absteiger in die Division II: | Jugoslawien, Kroatien  |
| Aufsteiger in die Division I: | Spanien                |

### Europa-Division II in Sofia, Bulgarien

#### Vorrunde
| Teams          | NED  | ISR  | BUL  | IRL  | Tore  | Pkt. |
| -------------- | ---- | ---- | ---- | ---- | ----- | ---- |
| 1. Niederlande |      | 10:2 | 12:0 | 42:0 | 64:2  | 6:0  |
| 2. Israel      | 2:10 |      | 8:3  | 19:1 | 29:14 | 4:2  |
| 3. Bulgarien   | 0:12 | 3:8  |      | 9:2  | 12:22 | 2:4  |
| 4. Irland      | 0:42 | 1:19 | 2:9  |      | 3:70  | 0:6  |

| Teams        | ESP  | BEL  | LUX | ISL  | Tore | Pkt. |
| ------------ | ---- | ---- | --- | ---- | ---- | ---- |
| 1. Spanien   |      | 5:2  | 8:1 | 10:1 | 23:4 | 6:0  |
| 2. Belgien   | 2:5  |      | 8:1 | 10:0 | 20:6 | 4:2  |
| 3. Luxemburg | 1:8  | 1:8  |     | 2:0  | 4:16 | 2:4  |
| 4. Island    | 1:10 | 0:10 | 0:2 |      | 1:22 | 0:6  |

#### Final- und Platzierungsrunde
| Teams        | LUX   | BUL   | ISL   | IRL   | Tore  | Pkt. |
| ------------ | ----- | ----- | ----- | ----- | ----- | ---- |
| 1. Luxemburg |       | 4:5   | (2:0) | 11:0  | 17:5  | 4:2  |
| 2. Bulgarien | 5:4   |       | 5:6   | (9:2) | 19:12 | 4:2  |
| 3. Island    | (0:2) | 6:5   |       | 14:0  | 20:7  | 4:2  |
| 4. Irland    | 0:11  | (2:9) | 0:14  |       | 2:34  | 0:6  |

| Teams          | ESP   | NED    | BEL   | ISR    | Tore | Pkt. |
| -------------- | ----- | ------ | ----- | ------ | ---- | ---- |
| 1. Spanien     |       | 3:3    | (5:2) | 11:2   | 19:7 | 5:1  |
| 2. Niederlande | 3:3   |        | 1:1   | (10:2) | 14:6 | 4:2  |
| 3. Belgien     | (2:5) | 1:1    |       | 14:1   | 17:7 | 3:3  |
| 4. Israel      | 2:11  | (2:10) | 1:14  |        | 4:35 | 0:6  |

#### Abschlussplatzierungen
| Pl. | Team        |
| --- | ----------- |
| 1   | Spanien     |
| 2   | Niederlande |
| 3   | Belgien     |
| 4   | Israel      |
| 5   | Luxemburg   |
| 6   | Bulgarien   |
| 7   | Island      |
| 8   | Irland      |

#### Auf- und Abstieg
| Absteiger in die Division II: | Jugoslawien, Kroatien |
| Aufsteiger in die Division I: | Spanien               |

## Asien-Ozeanien-Division

### Asien-Ozeanien-Division I in Nikko, Japan
| Teams                  | JPN  | DRK  | CHN  | AUS  | Tore  | Pkt. |
| ---------------------- | ---- | ---- | ---- | ---- | ----- | ---- |
| 1. Japan               |      | 8:4  | 13:1 | 15:0 | 36:5  | 6:0  |
| 2. Südkorea            | 4:8  |      | 6:3  | 14:0 | 24:11 | 4:2  |
| 3. Volksrepublik China | 1:13 | 3:6  |      | 11:0 | 15:19 | 2:4  |
| 4. Australien          | 0:15 | 0:14 | 0:11 |      | 0:40  | 0:6  |

#### Auf- und Abstieg
| Absteiger in die Division I:  | keiner    |
| Aufsteiger in die B-Gruppe:   | Japan     |
| Absteiger in die Division II: | keiner    |
| Aufsteiger in die Division I: | Nordkorea |

### Asien-Ozeanien-Division II in Pjöngjang, Nordkorea

#### Vorrunde
| Teams                      | PRK  | RSA  | NZL  | TPE  | Tore  | Pkt. |
| -------------------------- | ---- | ---- | ---- | ---- | ----- | ---- |
| 1. Nordkorea               |      | 9:3  | 23:0 | 24:0 | 56:3  | 6:0  |
| 2. Südafrika               | 3:9  |      | 1:0  | 34:1 | 38:10 | 4:2  |
| 3. Neuseeland              | 0:24 | 0:1  |      | 20:3 | 20:28 | 2:4  |
| 4. Republik China (Taiwan) | 0:24 | 1:34 | 3:20 |      | 4:78  | 0:6  |

#### Finalrunde
| Halbfinale       |           |            |   |                         |      |
| 24. März 1999    | Pjöngjang | Nordkorea  | – | Republik China (Taiwan) | 29:0 |
| 24. März 1999    | Pjöngjang | Südafrika  | – | Neuseeland              | 15:0 |
|                  |           |            |   |                         |      |
| Spiel um Platz 3 |           |            |   |                         |      |
| 25. März 1999    | Pjöngjang | Neuseeland | – | Republik China (Taiwan) | 26:4 |
|                  |           |            |   |                         |      |
| Finale           |           |            |   |                         |      |
| 25. März 1999    | Pjöngjang | Nordkorea  | – | Südafrika               | 9:1  |

#### Abschlussplatzierungen
| Pl. | Team                    |
| --- | ----------------------- |
| 1   | Nordkorea               |
| 2   | Südafrika               |
| 3   | Neuseeland              |
| 4   | Republik China (Taiwan) |

#### Auf- und Abstieg
| Absteiger in die Division II: | keiner    |
| Aufsteiger in die Division I: | Nordkorea |